# Dioncomena ornata
Dioncomena ornata är en insektsart som beskrevs av Brunner von Wattenwyl 1878. Dioncomena ornata ingår i släktet Dioncomena och familjen vårtbitare. Inga underarter finns listade i Catalogue of Life.